# Lithacodia martjanovi
Lithacodia martjanovi är en fjärilsart som beskrevs av Tschetverikov 1904. Lithacodia martjanovi ingår i släktet Lithacodia och familjen nattflyn. Inga underarter finns listade i Catalogue of Life.